# Loi de Habsbourg

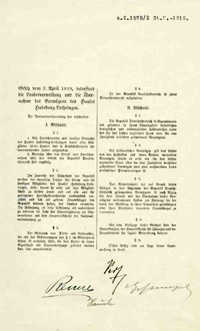
Loi de Habsbourg

La loi de Habsbourg (en allemand, Habsburgergesetz, en forme pleine la  Gesetz vom 3. April 1919 betreffend die Landesverweisung und die Übernahme des Vermögens des Hauses Habsburg-Lothringen, soit la « Loi concernant l'expulsion et la prise des actifs de la maison de Habsbourg-Lorraine ») est une loi votée par l'Assemblée constituante de l'Autriche allemande, un des États successeurs de l'Autriche-Hongrie, le 3 avril 1919. La loi faisait du pays une république à partir du 12 novembre 1918, détrônant et bannissant les Habsbourg-Lorraine du pays, et confisquant leurs propriétés. La loi des Habsbourg fut abrogée en 1935 et la famille put recouvrer ses propriétés. Toutefois, en 1938, après l'Anschluss, les Nazis réintroduisirent la loi de Habsbourg, qui fut maintenue quand l'Autriche retrouva son indépendance après la Seconde Guerre mondiale.
La loi a été considérée comme violant les Droits de l'Homme et en conséquence, pour pouvoir adhérer à l'Union européenne en 1995, l'Autriche dû en abroger de nombreuses dispositions, notamment l'interdiction d'entrer en Autriche visant les Habsbourg-Lorraine. Après qu'un rapport de l'Organisation pour la sécurité et la coopération en Europe a critiqué l'interdiction faite aux membres de la Maison de Habsbourg-Lorraine de concourir à la présidence autrichienne, cette disposition fut également retirée, en juin 2011, par le Parlement autrichien. Le reste de la loi est encore en vigueur, notamment concernant la nationalisation des biens de la famille depuis 1938, ce qui est critiqué comme obsolète par les partisans des Habsbourg.